# 文學少女
《文學少女》系列（日語：“文学少女”シリーズ），是日本小說家野村美月撰寫的輕小說系列，竹岡美穂繪製插畫，簡稱「文少」。系列全16冊（長篇8冊、短篇集4冊、外傳4冊），另有包括漫畫和動畫在內的多種跨媒體改編。
本作以實際存在的文學小說為題材，故事展開如同小說內容，登場人物也與小說角色相對應（題材參照#書籍列表）。故事基本上以井上心葉的第一人稱進行，但不時穿插「某人」的第一人稱口白心境，提示故事黑幕。
小說日文版由Fami通文庫（enterbrain）發行；繁體中文版由尖端出版發行；簡體中文版則由99讀書人代理發行，先後經人民文學出版社和上海文藝出版社出版，兩版均沿用繁中版譯文（2-8卷譯者為HANA，簡體版根据中國大陆出版法规轉寫為「哈娜」）；英文版《Book Girl》由Yen Press出版。

## 系列擴展
2006年5月10日出版《文學少女(01)渴望死亡的小丑》之後，開始系列化。至2011年5月為止，Fami通文庫（enterbrain）共出版了長篇（本篇）全8冊、短篇集「愛戀插話集」系列全4冊、外傳「見習生」系列全3冊以及「青澀作家」系列全1冊，共計16冊。期間，本篇故事於《文學少女(08)邁向神境的作家 下》完結之後，由DVD與BD收錄的短篇小故事都被寫入了《文學少女 愛戀插話集(4)》。其後，由日坂菜乃擔綱的外傳故事在《文學少女 見習生的畢業》完結，由雀宮快斗擔綱的外傳故事在《青澀作家和文學少女編輯》完結。
作者野村美月強力建議，包括外傳在內，請讀者依照上述出版順序閱讀。

## 故事

### 長篇
本篇由《渴望死亡的小丑》到《邁向神境的作家 下》共8冊構成（2006年5月-2009年8月）。
雖然是各集數所表現的「情緒」獨特主題，但是後面的故事多少會從前面取材，以下先列出第一次出現的情感主題，另外第五集《絕望慟哭的信徒》算是大雜繪。
- 《渴望死亡的小丑》：表裡不一的性格、多慮的哀愁、隱藏內心的面具
- 《渴求真愛的幽靈》：激烈而直接的情緒表現、家族內鬥、佔有慾
- 《沉陷過往的愚者》：三角戀情、對過往的遺憾、補償、同伴、釋懷
- 《背負汙名的天使》：追求夢想不成的怨恨、自責、表為美意實為錯誤的保護、一體兩面
- 《絕望慟哭的信徒》：一廂情願、欺騙、背叛
- 《懷抱花月的水妖》：家族權勢、家族壓力、壓力下追求的真情
- 《邁向神境的作家》：事分表裡、小說與現實上的差異、與對創作執著的差異

### 短篇《愛戀插話集》系列
短篇《愛戀插話集》共分4冊，補完長篇、外傳出場人物在「第一人稱」視點外的故事，也延伸了主要人物的後續發展。

### 外傳《見習生》系列
外傳《見習生》系列是新一代的文學少女日坂菜乃與文藝社社長井上心葉的故事，以日坂菜乃第一人稱進行。主要出場人物皆無異動，時序位於長篇一年之後，共有《文學少女 見習生的初戀》、《文學少女 見習生的傷心》、《文學少女 見習生的畢業》3冊。

### 外傳《青澀作家和文學少女編輯》
外傳《青澀作家和文學少女編輯》敘述長篇結束8年'，成為出版社編輯的天野遠子和作家井上心葉（準）夫妻的生活，以天野專責的青澀作家雀宮快斗第一人稱進行。本書全1冊完結，是文少系列的正式結局。

### 劇中時序
| 學年／年份              | 月份／時間          | 標題                       | 主要視點 | 獨白 （粗字部分）  |
| ----------------------- | ------------------- | -------------------------- | -------- | ------------------ |
| 遠子 — 高一             | 四月                | 文學少女與門內的公主       | 姬倉麻貴 | —                  |
| 遠子 — 高二 心葉 — 高一 | 春季                | 文學少女和戀愛的牛魔王     | 牛園琢己 | —                  |
| 遠子 — 高二 心葉 — 高一 | 接著戀愛的牛魔王    | 文學少女和革命的勞動者     | 井上心葉 | —                  |
| 遠子 — 高二 心葉 — 高一 | 夏季                | 「在峽谷裡」               | 井上心葉 | —                  |
| 遠子 — 高二 心葉 — 高一 | 七月，梅雨季後      | 「麥子和國王」             | 井上心葉 | —                  |
| 遠子 — 高二 心葉 — 高一 | 暑假                | 文學少女和烈火熊熊的牛魔王 | 井上心葉 | —                  |
| 遠子 — 高二 心葉 — 高一 | 晚秋                | 文學少女與幸福的孩子       | 井上心葉 | —                  |
| 遠子 — 高二 心葉 — 高一 | 文化祭              | 文學少女與憂鬱的貴公子     | 井上心葉 | —                  |
| 遠子 — 高二 心葉 — 高一 | 第三學期            | 文學少女與麻煩的情侶       | 井上心葉 | —                  |
| 遠子 — 高二 心葉 — 高一 | 第三學期            | 畫室的密談                 | 麻貴     | —                  |
| 夕歌 — 高一             | 十一月—聖誕節前     | 傷痛的紳士和無垢的歌姬     | 水戶夕歌 | —                  |
| 果步 — 高二             | 二月                | 文學少女與多病的少女       | 今井果步 | —                  |
| 遠子 — 高二             | 情人節              | 「萬葉集」                 | 井上心葉 | —                  |
| 七瀨 — 高二             | 四月                | 七瀨的戀愛日記 其一        | 琴吹七瀨 | —                  |
| 遠子 — 高三 心葉 — 高二 | 五月，黃金週後      | 「更級日記」               | 井上心葉 | —                  |
| 遠子 — 高三 心葉 — 高二 | 五月                | 渴望死亡的小丑             | 井上心葉 | 竹田千愛           |
| 七瀨 — 高二             | 五月                | 七瀨的戀愛日記 其二        | 琴吹七瀨 | —                  |
| 遠子 — 高三 心葉 — 高二 | 六月                | 「好色五人女」             | 井上心葉 | —                  |
| 遠子 — 高三 心葉 — 高二 | 六月，期末考前後    | 渴求真愛的幽靈             | 井上心葉 | 雨宮螢／姬仓麻贵   |
| 遠子 — 高三 心葉 — 高二 | 暑假（八月）        | 懷抱花月的水妖             | 井上心葉 | 井上心葉           |
| 遠子 — 高三 心葉 — 高二 | 暑假（八月）        | 文學少女和初陷情網的女僕   | 紗代     | —                  |
| 遠子 — 高三 心葉 — 高二 | 秋季                | 「羅莉塔」                 | 井上心葉 | —                  |
| 七瀨 — 高二             | 文化祭前            | 七瀨的戀愛日記 其三        | 琴吹七瀨 | —                  |
| 遠子 — 高三 心葉 — 高二 | 十一月、文化祭前後  | 沉陷過往的愚者             | 井上心葉 | 芥川一詩           |
| 遠子 — 高三 心葉 — 高二 | 十一月、文化祭前後  | 文學少女與出軌的預言家     | 櫻井流人 | —                  |
| 遠子 — 高三 心葉 — 高二 | 冬季                | 「飛行教室」               | 井上心葉 | —                  |
| 亮太、森 — 高二         | 十一月後半          | 文學少女和呼喊愛情的詩人   | 反町亮太 | —                  |
| 遠子 — 高三 心葉 — 高二 | 十二月初            | 「銀湯匙」                 | 井上心葉 | —                  |
| 遠子 — 高三 心葉 — 高二 | 十二月              | 背負污名的天使             | 井上心葉 | 水戶夕歌／天使     |
| 亮太、森 — 高二         | 十二月              | 文學少女和急待親吻的詩人   | 反町亮太 | —                  |
| 遠子 — 高三 心葉 — 高二 | 一月                | 絕望慟哭的信徒             | 井上心葉 | 朝倉美羽           |
| 七瀨 — 高二             | 一月                | 七瀨的戀愛日記 特別篇      | 琴吹七瀨 | —                  |
| 亮太、森 — 高二         | 二月                | 文學少女和玷污名聲的詩人   | 反町亮太 | —                  |
| 遠子 — 高三 心葉 — 高二 | 二月至三月          | 邁向神境的作家             | 井上心葉 | 天野結衣(天野遠子) |
| 亮太、森 — 高二         | 三月                | 文學少女和獻上祝福的詩人   | 反町亮太 | —                  |
| 遠子 — 大一             | 四月；黃金週        | 特別篇「雪鵝」             | 設樂     | —                  |
| 菜乃 — 高一 心葉 — 高三 | 四月                | 見習生的初戀               | 日坂菜乃 | —                  |
| 菜乃 — 高一 心葉 — 高三 | 五月                | 見習生的殉情               | 日坂菜乃 | 三上               |
| 菜乃 — 高一 心葉 — 高三 | 七月                | 見習生的傷心               | 日坂菜乃 | —                  |
| 一詩 — 高三             | 七月                | 沉默的王子與不良於行的人魚 | 朝倉美羽 | —                  |
| 遠子 — 大一             | 十月                | 遠子阿姑的秘密             | 櫻井流人 | —                  |
| 菜乃 — 高一 心葉 — 高三 | 十一月 文化祭前後   | 見習生的怪物               | 日坂菜乃 | 臣志朗             |
| 菜乃 — 高一 心葉 — 高三 | 十一月 文化祭前後   | 美羽〜在迷惘中逐步向前     | 朝倉美羽 | —                  |
| 菜乃 — 高一 心葉 — 高三 | 十二月              | 見習生的寂寞               | 日坂菜乃 | 柏木櫂             |
| 菜乃 — 高一 心葉 — 高三 | 二月至三月          | 見習生的畢業               | 日坂菜乃 | —                  |
| 舞花 — 國二             | 梅雨季              | 生氣的女孩與檸檬男孩       | 井上舞花 | —                  |
| 正傳六年後              | 夏季                | 七瀨〜打給天使的電話       | 琴吹七濑 | —                  |
| 正傳七年後              | 初夏                | 迷途的小鹿和說謊的人偶     | 仔鹿里佳 | —                  |
| 正傳七年後              | 七月 迷鹿的一個月後 | 奮鬥的小鹿和膽怯的旅人     | 仔鹿里佳 | —                  |
| 正傳十七年後            | 初夏                | 螢〜暴風平息後的陽光〜     | 姬倉螢   | —                  |
| 不明                    | 十二月              | 未孵化的歌姬和徬徨的天使   | 新田晴音 | —                  |

### 劇中虛構作品
小說
- 《悖德之門》（作者：櫻井叶子）
- 《宛如晴空》（作者：井上美羽）
- 《文學少女》（作者：井上美羽）
- 《放學後，油菜花與我》（作者：井上美羽）
- 《天使墮落之聲》（作者：井上美羽）
- 《唯的日常生活》（作者：櫻井叶子）
- 《奔向明日与你相会》（作者：井上美羽）
- 《硬派高中生業平》（作者：雀宮快斗）
- 緋紅系列（作者：早川緋砂）
- 《某個少年的挽歌》（作者：雀宮快斗）
- 《Golden Licence》（作者：早川緋砂）

圖畫
- 《天使》（作畫：姬倉麻貴）

## 登場人物
聲優資訊為Drama CD與劇場版聲優。

### 長篇

#### 主要角色
天野遠子（聲：花澤香菜）
聖条學園文藝社社長，井上心葉的學姊，綁著麻花辮。自稱「文學少女」，是把文學書籍一頁一頁吃下肚子的「美食家」，因為此行為被井上心葉視為妖怪。但心葉一將遠子說成妖怪，遠子會立刻反駁：「我才不是妖怪！我只是個『文學少女』啦！」雖然能夠吃下一般食物，但對本人而言不過是沒有味道的無機物罷了，因此時常不得不把食物想像成書籍。比圖書館委員還熟悉圖書館，且精通文學。
生日為3月15日，雙魚座。雖然有著典雅文學少女般外表，實際上個性相當活潑、天真，時常環繞著故事作白日夢，下決定後會無視他人意見直接實行。另一方面，對奇怪的地方感覺特別敏銳，也相當能夠照顧他人。喜歡讀和吃各式各樣的故事，時常會滔滔不絕的說著關於文學的知識。無論心葉寫出如何莫名其妙的文章，都一字不剩地吞下去。對文學擁有真摯的感情。相反地，有好管閒事的一面，只要有事件發生便一頭熱的找心葉一起插手，而毫不介意心葉的冷淡態度，強拉著他到處跑。「我不是偵探，只是個文學少女罷了。我做的不是『推理』，而是『想像』。」為本人說辭。以「如你所見，我是『文學少女』。」作為出場白。
胸部很小，為此相當在意，也因此常被眾人以此開玩笑。想談戀愛，但根據新宿某個有名的占卜師所言，似乎陷入「戀愛大凶星」的狀態，要在七年後，在咬著鮭魚的熊面前會遇見在夏天圍白色圍巾的真命天子，而且一生只有這次機會。
擅長國文（日文）和英文，為了閱讀名著原文還學了中文和法文，但對數學很不拿手；機械、運動白痴；極度害怕幽靈及恐怖故事。
相當節儉，堅持不搭新幹線或電車，寧可花好幾個小時搭乘夜間巴士。對於櫻井流人的風流時常感到生氣，只要看到姬倉麻貴就會想逃跑，但對這兩人還是愛護有加。
希望自己能成為在悲傷時也能綻放笑容的人。
後來考上北海道的大學，畢業後進入薰風社工作。正傳結束的六年後，以井上美羽的編輯身分，在當初預言會遇見真命天子的場景下和心葉重逢。在《青澀作家和文學少女編輯》提到與井上心葉共結連理。
井上心葉（聲：入野自由）
本作敘事者。就讀於聖条學園二年級。有一個就讀小學的妹妹舞花。中學三年級時第一次以《井上美羽》（井上心葉 朝倉美羽）為筆名撰寫的小說得到文藝雜誌大賞，以十四歲的蒙面神秘美少女作家身份出道。因得賞作《仿若晴空》一炮而紅，不只電影、電視劇化，甚至成為社會現象。然而因為受到朝倉美羽自殺未遂的壓力，曾一度精神崩潰而成為繭居族，並因此患有過度呼吸症候群。受到此事件的影響，成為與他人的關係能免則免、與人保持距離的消極性格，不和人做朋友、戀愛、加入社團，但與天野遠子相遇後逐漸回復。
以普通高中生的身份生活著。知道天野遠子會吃書的秘密後，被迫加入文藝社，也因此常被捲入許多奇怪的事件。負責寫三題故事供應給遠子當點心，時常故意在三題故事中寫恐怖故事惹遠子生氣。雖然常常抱怨遠子，但其實非常信任依賴遠子，在遠子面前會展現孩子氣的一面，而且心葉只有對遠子無法說謊。
生日為10月11日，天秤座。希望自己能成為勇於面對真實的人。
天野遠子畢業後成為文藝社社長。正如當初為了美羽寫了《仿若晴空》，在遠子畢業前為了遠子而開始寫《文學少女》，並以此作為井上美羽的復出作。
正傳結束的六年後，已經成為暢銷作家，並和成為自己編輯的遠子重逢。最後終於和天野遠子共結連理。
琴吹七瀨（聲：水樹奈奈）
心葉的同班同學，擔任圖書館委員。是擁有染成茶色頭髮與超群身材的美人，在班上男同學之間相當受歡迎。在心葉面前總是會不自然地說些反話，但其實從中學的一次偶遇就一直喜歡心葉，知道之前的以真心對待他人的心葉和一直陪在他身旁的女孩「美羽」，對現在心葉隱藏其本心的行為感到憤怒和焦慮。曾誤以為井上美羽就是朝倉美羽而討厭看井上美羽的書。心葉所使用的物品（如硬幣、校徽），她都無比珍重的珍藏起來。
極度傲嬌，拙於表達自己的情感而常招人誤會，但其實十分溫柔。相當尊敬遠子學姊。和森紅樂樂是校內好友，水戶夕歌則是中學同學和校外好友。
希望成為能坦率表達自己情感的人。
和心葉一起調查失蹤的朋友水戶夕歌時，也成功對心葉說出自己長久以來的愛慕。和心葉曾短暫交往，一起去新年參拜，去彼此的家裡等。不希望心葉寫小說，表示心葉就算不寫小說也一樣喜歡心葉，但心葉其實已經不自覺喜歡上遠子，兩人最後分手。
在外傳中曾嘗試傷害心葉，但因為心葉對自己的反應與對美羽的反應完全不同感到很悲傷。正傳結束的六年後，成為粉領族（自由工作者）。在機場和心葉重逢時，提到她會參加臣志朗復出的演唱會。
姬倉麻貴（聲：伊藤靜）
就讀聖条學園三年級，聖条學園理事長的孫女，名門姬倉家的千金，擁有歐亞混血兒的美貌，被周圍的人稱作「公主」。管絃樂社社長兼指揮。雖然比較喜歡提筆作畫，卻因為身為理事長孫女的理由被加入管樂社。以加入管絃樂社為交換條件在學校中有作畫的專屬空間。由於位於擁有大量畢業學長的管樂社，是個情報通。也有相當大的人脈網。
有許多不知是否為真心的奇特行為。對於身為千金小姐的身份束縛感到厭煩，似乎這樣的生活不是她所要的。經常戲弄遠子，並以觀察遠子的反應為樂。遠子與心葉常向她以某些代價來交換情報（如當裸體模特兒）。
希望自己能成為不受任何事物所束縛的人。
曾幫助過曾為中學美術社學妹的雨宮螢，並相當瞭解她和週遭人的情報。對雨宮螢能以生命，不顧倫理和世上的一切束縛去愛一個人感到羨慕。十分討厭「姬倉」的束縛。用懷了流人孩子的手段向祖父反抗，以自己的意識做出生下孩子的決定。
正傳結束的六年後，和流人之子悠人、丈夫黑崎保及跟他生的女兒螢，過著幸福的生活。
竹田千愛（聲：豐崎愛生）
就讀聖条學園一年級，擔任圖書館委員。來文藝社尋求情書代筆給片岡愁二的少女。目的為了查出誰是片岡愁二遺書所提到的「Ｓ」。
實際上和片岡愁二有相似的性格和遭遇，認為自己是不懂人心的妖怪，同樣扮演「小丑」和曾害死朋友，而且朋友死後也一點不覺得難過，千愛對此感到極度羞恥並想追隨片岡愁二自殺，後來被心葉和遠子阻止。但還是經常保持想自殺的念頭。想要成為和一般人一樣喜怒哀樂的普通人。
和流人交往後逐漸喜歡上他，後來刺傷流人，表示流人以後再也不能花心，否則他要殺了流人然後自己再自殺。正傳結束的六年後，當上中學教師，和流人感情很好。
櫻井流人（聲：宮野真守）
遠子寄宿家庭的兒子，如同遠子弟弟的存在(其實就是遠子的親弟弟)。目前就讀高中一年級，相貌氣質卻像個大學生。相當受女生的歡迎，腳踏多條船為家常便飯。喜歡愛恨交織的病態愛情，自幼憧憬莎樂美的劇情，希望有女人愛到想殺了自己。有很強大的人脈和行動力，認識各行各業的人（主要為女性）。
稱呼遠子為「遠子姐」。希望遠子能幸福而逼迫心葉寫小說，拆散心葉和七瀨，從此能看出為達目的不擇手段的一面。當知道麻貴懷了自己孩子時非常憤怒，認為麻貴只是為了反抗姬倉家才和自己交往，要她墮胎，卻遭到麻貴冷漠的對待而感到絕望。後來被千愛刺了一刀，認定千愛才是自己想要的夢中情人。
想成為保護心愛女人到最後一刻的男人。
正傳結束的六年後，無業。相當疼愛自己和麻貴的兒子悠人。
芥川一詩（聲：小野大輔）
心葉的同班同學。弓道社社員。長相帥氣，身材高大，沉默寡言，成績優秀，是許多女同學愛慕的對象。有兩個姐姐。因為過去曾無意傷害自己喜歡和喜歡自己的兩個女孩，所以一直以誠心待人。文化祭中和更科化解了誤會後，也和心葉成為了朋友。
在探望生病的母親時，偶遇朝倉美羽，當初是把她當作更科的替身，後來卻逐漸喜歡上她，經常保持通信。據芥川的姐姐表示，他之所以時常保持模範生的形像是因為自己其實相當笨拙，怕因此給人添麻煩。
想要成為任何時刻都能秉持着誠實的人。
正傳結束的六年後，通過國家考試，成為公務員。
朝倉美羽（聲：平野綾）
生日為10月8日，天秤座。心葉的青梅竹馬和過去的心上人，中學三年級時跳樓自殺未遂，入院復健中。喜歡紅茶口味的布丁。
家庭氣氛相當不睦，家人常打抱怨彼此的電話給自己，因此非常討厭接聽電話。對心葉抱持又愛又恨的心情。希望自己獨佔他，而破壞心葉和週遭人的關係。
在心葉得到小說大獎時抱持複雜的心情，一方面覺得心葉能寫出幸福的故事自己卻不行感到忌妒憤恨，一方面覺得心葉眼中善良單純的自己根本就是一個謊言而悲傷。和心葉和解後，逐漸能心平氣和的接受心葉寫給不是自己的小說，也打算要對芥川稍微溫柔點。
希望成為帶給別人幸福的人。
正傳結束的六年後，在國家福利機構上班。
臣志朗
於《背負汙名的天使》中登場。就讀高中一年級。圖書館委員。因為身體虛弱休學一學期。其實是水戶夕歌口中的「天使」，能自由變換不同的聲音。但因為自己的聲音過於高妙讓許多人死亡而封嗓。教導水戶夕歌唱歌的技巧，也因此從她口中認識琴吹七瀨和毬谷敬一。喜歡琴吹七瀨。和姬倉麻貴訂定交換契約來結束水戶夕歌的案子。和井上心葉有許多相似之處。離開學園前，將七瀨託付給心葉。
在外傳中聽聞心葉實際喜歡遠子而和七瀨分手，但遠子離開後卻和某高一美少女（日坂菜乃）搭上的謠言而憤然回到日本，在合唱社的文化社舞台劇事中曾冒充雫和菜乃見面，現在依然留在日本。
受到心葉重新寫小說影響，開始考慮重新唱歌。正傳結束的六年後，與琴吹七瀨重逢，展開新的開始。
櫻井葉子（聲：三石琴乃）
於《邁向神境的作家》中登場。櫻井流人的母親。名作家。曾擔任井上美羽的小說評論員。實際上是天野遠子的親生母親，即遠子和流人是同母異父的親姐弟。
認為是因自己害結衣流產還有死亡，所以希望遠子恨她，從一開始就把遠子當作「不存在的孩子」冷漠無視，甚至在自己寫的小說裡把還是嬰兒的遠子和天野夫婦殺死。
真正愛的人是結衣，為了報復結衣和天野文陽結婚而和文陽發生關係並生下遠子。後來因為結衣流產而將遠子送給結衣。在心葉和遠子「想像」下，對結衣的事情釋然，並寫下《唯（結衣）的日常生活》。

#### 次要角色
井上舞花
心葉的妹妹。結尾及插話集4成為初中生。
長篇中不太登場，不過在《不高興的我與檸檬男孩（插話集4）》作為主人公登場。
森紅樂樂（聲：下田麻美）
琴吹七瀨的好友，二年級時的同班同學。將別人稱呼自己的名視為禁忌。通稱「小森」（森ちゃん）。
知道七瀨喜歡的人是心葉，相當支持和聲援七瀨的戀情。當心葉和七瀨分手時，曾賞心葉一個耳光後並說「別把七瀨當傻瓜！」。
一年級時曾單戀芥川一詩。後來和反町亮太交往。

#### 各卷登場角色

##### 《渴望死亡的小丑》
片岡愁二
於《渴望死亡的小丑》中登場。相貌和心葉相似，為弓道社社員，十年前（城島咲子死後）在學園中自殺。
竹田千愛發現其遺書，遺書以太宰治的《人間失格》為範本。和竹田千愛相同，是一個帶著小丑面具的人。
真鍋茂（聲：加藤康之）
於《渴望死亡的小丑》中登場。十年前為弓道社社員，與片岡愁二同年級。現在依然在指導學弟妹。曾與添田理保子交往。
城島咲子
於《渴望死亡的小丑》中登場。片岡愁二的女友。十年前於交通事故身亡。（其實當時和添田康之同行，而這是片岡愁二和添田理保子聯手策劃的。）
添田康之（聲：竹本英史）
於《渴望死亡的小丑》中登場。十年前為弓道社社員，與片岡愁二同年級。現在依然在指導學弟妹。曾喜歡片岡愁二的女友城島咲子，城島咲子死后在頂樓刺傷他作為報復。後來知道片岡死亡的真相，和理保子依舊維持婚姻，理保子表示兩人都是害死片岡的共犯，只有活在這樣的地獄，才能對片岡贖罪。
在《邁向神境的作家》中，康之原本是無法面對理保子而逃避﹐但知道妻子生下兩人的孩子，決定要和妻子一起面對、走下去，成為真正的一家人。
添田理保子（聲：中島沙樹）
於《渴望死亡的小丑》中登場。十年前為弓道社經理，與片岡愁二同年級。現在依然在指導學弟妹。舊姓瀨名，現在已和添田康之結婚。唯一看穿片岡愁二的小丑面具的人，被片岡愁二稱為「S」。但在看見片岡愁二面具下的真心下逐漸喜歡上他。在片岡愁二因為間接害死城島咲子而痛苦的情況下，用言語真正讓他走上絕路的人物。
《邁向神境的作家》中，提到當初丈夫因為痛苦﹐就連生下孩子都不來看自己﹐原本以為緣分已盡。但康之看見妻子和孩子，決心要一起生活，兩人終能成為真正的夫妻。為了紀念此事，兩人將女兒命名為「希美」。
齋藤靜
於《渴望死亡的小丑》中登場。竹田千愛的好朋友，於交通事故中身亡。（其實這是竹田千愛間接導致的）

##### 《渴求真愛的幽靈》
雨宮螢（聲：川澄綾子）
於《渴求真愛的幽靈》中登場。謠傳接近她就會遭到不幸。由於厭食症的原因，常常被送到保健室。
其實早就知道黑崎保是自己親生父親的情況下，無可救藥地愛上他，同時也恨著百般折磨自己的他。抱持對黑崎保又愛又恨的感情，希望他別把自己當母親的替身，看真正的她。知道自己愛上生父的感情是不可能會有結果，在教堂中以最後呼喊黑崎保一聲「爸爸」後昏倒，一星期后因病去世。
九條夏夜乃（聲：川澄綾子）
於《渴求真愛的幽靈》中登場。雨宮螢之母。九條為舊姓。厭食症。在螢小時候就過世了。
為了保住國枝蒼的孩子和有社會地位的螢的養父結婚，但黑崎保（國枝蒼）一直都不知道這件事。
黑崎保（聲：東地宏樹）
於《渴求真愛的幽靈》中登場。螢的姑丈及監護人。真實身份是九條夏夜乃青梅竹馬的愛人「國枝蒼」。恨著拋棄自己和別人結婚就死去的夏夜乃，將螢當作夏夜乃的替身。下令螢只能進食他煮的食物。
其實他才是雨宮螢的生父，知道真相和螢對自己的感情後感到非常痛苦。因此經營的公司也被人趁虛而入併吞了。但是姬倉麻貴卻在二十多歲時和四十多歲的黑崎保結婚，並生下一女（姬倉螢）。
晴美
於《渴求真愛的幽靈》中登場。漢堡店店員。流人的其中一個女友。

##### 《沉陷過往的愚者》
高見澤
伺候麻貴的人與督導者，原是麻貴祖父姬倉光國的秘書。
更科繭里（聲：中原麻衣）
於《沉陷過往的愚者》中登場。自稱是芥川的女朋友，長髮美人。在父母離婚前舊姓小西。在小學時一直單戀芥川，但卻不敢告白。小學時看到鹿又和芥川在一起，讓她感到嫉妒。因為芥川誤會她欺負鹿又笑而告訴老師，所以破壞了三人的關係。
對所有妨礙和芥川交往的人和事物都加以排除。後來聽過遠子的開導後，終能放下過去。
鹿又笑（聲：宫原永海）
於《沉陷過往的愚者》中登場。芥川一詩的小學同班同學。在畢業前轉學了。喜歡芥川，但是知道他喜歡小西，甚至還幫他挑選生日禮物給小西。
其實並沒有被同學欺負，是因為家庭問題而多次割破自己的書，造成被欺凌的假象，但芥川卻以為是更科欺負她。後來從遠子的話語中，得知她現在生活幸福的近況。

##### 《背負汙名的天使》
水戶夕歌
於《背負汙名的天使》中登場。琴吹七瀨的好友。就讀音樂大學附屬高中。夢想成為歌劇歌手。因家中陷入困境而不得不從事援交來賺取金錢，但也因此認識「天使」，讓她歌唱技巧大增。
毬谷敬一的女友。後來被自己男友碰見和人援交的一幕而被毬谷誤傷至重傷，最後在聽見「天使」的歌聲下安詳離世。
毬谷敬一
於《背負汙名的天使》中登場。井上心葉學校的音樂老師。
水戶夕歌的男友。在多年前聽過臣志朗的才華橫溢的歌聲而對自己的夢想絕望，在水戶夕歌的歌聲中卻聽見「天使」的影子而讓他忌妒，因而傷害她。但在七瀨的話語下想起彼此深愛過的事實，之後選擇自首。
鏡粧子
於《背負汙名的天使》中登場。水戶夕歌所就讀高中的音樂老師，和毬谷敬一是大學時代的朋友。
曾出賣身體來換取學費，也讓許多學音樂的女生走上一樣的路，而自己終究無法成為音樂家，但夕歌卻能唱出天籟之聲，因而忌妒夕歌甚至想殺了她。後來選擇自首。

##### 《懷抱花月的水妖》
姬倉由梨
於《懷抱花月的水妖》中登場。80年前住在姬倉別墅。
被姬倉家懷疑自己是母親外遇所生下的女兒而被囚禁於姬倉別墅（根據遠子的想像，姬倉一族有外國血統，所以到由梨這一代，樣子和父親不相似)），和外來學生敷島秋良相戀。但姬倉家卻暗中殺害了秋良，憤怒的由梨和魚谷尋子聯手殺了兇手，亦是妖怪「白雪」傳說的由來。
後來在姬倉家的幫助下假冒秋良身份到德國留學，並生下了秋良的兒子。由梨和秋良之間的兒子即為麻貴的祖父姬倉光國，而這個孩子的誕生胎記也代表由梨確實是姬倉家的女兒。
敷島秋良
於《懷抱花月的水妖》中登場。80年前來到姬倉的別墅拜訪，和由梨陷入情網。
原本被人認為拋棄情人由梨到德國留學，其實是被姬倉家暗中殺害。
魚谷尋子
於《懷抱花月的水妖》中登場。80年前姬倉家的別墅擔任女僕。是紗代的奶奶。
姬倉由梨的好友。妖怪「白雪」的真身。一直暗中監督姬倉家是否遵守著「約定」。
魚谷紗代
於《懷抱花月的水妖》中登場。在姬倉麻貴的別墅擔任女僕。就讀中學一年級。
繼承祖母尋子的遺志，成為妖怪「白雪」。後來從遠子得知由梨和秋良的真相而釋然。喜歡心葉。和心葉有書信往來。

##### 《邁向神境的作家》
天野文陽（聲：藤原啓治）
於《邁向神境的作家》中登場。天野遠子的父親。櫻井葉子的編輯。和遠子一樣以書作為食物。因車禍和妻子一同過世。
願意為作家犧牲一切，為了能讓葉子寫出好作品而獻身。而且根據遠子的「想像」，文陽為了讓葉子寫出至高無上的作品，明知道流人在咖啡下藥還是讓自己和妻子喝下。
天野結衣（聲：井上喜久子）
於《邁向神境的作家》中登場。舊姓里村，天野遠子的母親。和櫻井葉子是高中以來的友人。因車禍而過世。
實際上並非遠子的親生母親，當時在腹中的胎兒不幸流產了。
須和拓海
於《邁向神境的作家》中登場。是酒店經紀人，櫻井流人的父親。和女性糾纏不清，因想拉葉子進酒店工作而認識葉子，認識櫻井葉子時只有19歲。據說因想救一隻貓，雖然貓沒事，但自身卻因車禍而死亡，嚴格來說是在醫院動手術時死亡，葉子即使是他在醫院或是喪禮上都在工作，未曾露面。
佐佐木（聲：千葉進步）
於《邁向神境的作家》中登場。天野文陽的同事，曾擔任井上美羽的責任編輯。

### 短篇集
反町亮太
心葉、七瀨、芥川和小森的同班同學。

喜歡小森。在遠子的「自做主張」的幫忙下，被塞了許多關於戀愛的詩集。後來成功與小森交往。
曾受了遠子許多幫助的情況下，得知遠子、七瀨和心葉微妙的三角關係而迷惘。在遠子畢業那天，激勵遠子去追尋自己的戀情。
牛園琢己
於《戀愛的牛魔王》中初登場。聖条學園柔道部主將。對天野遠子一見鍾情。

為了與遠子有共同興趣而看書（心葉的建議），但看書一會兒就會倒頭大睡
今井果步
於《多病的少女》中登場。遠子的同班同學。
木尾隆史
於《多病的少女》中登場。遠子的同班同學。
三好
於《不良於行的人魚》中登場。兒童館的職員。一詩姊姊的朋友。
小南
於《門內的公主》中登場。遠子高一時的文藝社社長。
新田晴音
於《未孵化的歌姬和徬徨的天使》中登場。音大附中的高二生。遇上出獄的毬谷並被教導唱歌。
仔鹿里佳
於《迷途的小鹿和說謊的人偶》中初登場。私立女校的中二生，是已成為老師的千愛的學生。
堀井彩世
於《奮鬥的小鹿和膽怯的旅人》中登場，後與仔鹿里佳成為好友。
藤多 香子
於《文學少女與憂鬱的貴公子》中登場。聖条學園的畢業生，比遠子大兩屆。被稱為藤之君，排球社社員。
伊丹
於《文學少女與憂鬱的貴公子》中登場。聖条學園的畢業生，比遠子大兩屆。男排社的主將。
速見
《文學少女與麻煩的情侶》中登場。聖条學園的二年級生，學生會會長兼園藝社社員，姬倉理事的堂弟的孫子。
畑中美美子
《文學少女與麻煩的情侶》中登場。聖条學園的二年級三班學生，生物社社員。
雪野
《文學少女與麻煩的情侶》中登場。聖条學園的老師，烹飪社顧問老師。
大西
《生氣的女孩與檸檬男孩》中登場。中二學生，井上舞花的同班同學。
姬倉 悠人
於《小丑的自言自語》中初登場，麻貴與流人的孩子，小學生。

於《螢〜暴風平息後的陽光》時為高中生。
姬倉 螢
於《螢〜暴風平息後的陽光》中登場，麻貴與保的孩子，十四歲。
設樂
於《文學少女今日的點心 特別篇〜「雪鵝」〜》及《文學少女今天的點心 特別篇〜《百年後》〜》登場。與遠子同住於大學女子宿舍，比遠子年長一年。

### 見習生系列

#### 主要角色
日坂菜乃
比心葉小兩年的學妹，外傳《文學少女見習生的初戀》，《文學少女見習生的傷心》，《文學少女見習生的畢業》三集的主角。因為看到正傳第八卷時和遠子分別的心葉，深深被吸引，繼而愛慕三年級的心葉，為了接近他加入文藝社。個性開朗，總是不計較得失而拼命努力地為人。喜歡恐怖故事。
未曾見過遠子，但知道遠子吃書的秘密（一知半解，不知其真正原因）。知道心葉喜歡遠子也不放棄，目前是「文學少女見習生」，努力閱讀日本和西洋的古典小說，以成為新一代「文學少女」的目標進發。
根據許多角色所言，她和遠子有許多相似之處，也因為這樣的緣故，除了遠子以外的認識遠子和心葉的人都對菜乃很有興趣。
在外傳《青澀作家和文學少女編輯》中以主角雀宮快斗的初戀文學少女的身份再度登場。
井上心葉（聲：入野自由）
聖条學園三年級，文藝社社長，比正傳時的心葉成長了許多。因為第八卷所寫的《文學少女》的關係，正式成為了專業作家。

在外傳《文學少女見習生的畢業》的最後，對菜乃表示喜歡（但並非代表愛情）。在外傳《青澀作家和文學少女編輯》的最後，間接表明了將於同年秋季跟天野遠子結婚。

#### 次要角色
冬柴瞳
於外傳系列登場。就讀高中一年級，日坂菜乃的朋友。冰山美人。

繼承正傳的要素，瞳其實是《文學少女見習生‧畢業》的主角，在本卷結尾為了自己的愛情離開了日本。外傳《青澀作家和文學少女編輯》中暗示她最终与心上人共结良缘。

松本和
於《見習生的殉情》中登場。西高的學生，性格溫和文靜，受到人排斥，形成自殺傾向，在4月13日於連理樹自殺。

蘆屋朱里
於《見習生的殉情》中登場。西高的保健室老師，有一頭秀髮與超群身材的美人，因與松本的經歷相似，產生了柏拉圖式的感情，與松本設立Blog。后來松本自殺，透過松本和的Blog發佈「召集殉情同伴」

曾脅持三上，更想在三上住所自殺，但在菜乃和心葉的勸導下放棄了。

三上
於《見習生的殉情》中登場。在西高被懶尾等不良少年欺負，並得知作為朋友的松本與幸交往以及松本與朱里的關係，因而妒忌松本，誘使欺負他自己的學生轉而到松本身上，是令松本自殺的元兇之一。

不過松本自殺后，因為後悔而向懶尾等人放火。
雛澤幸
於《見習生的殉情》中登場。先後與三上和松本交往（三上主使她），又對松本說自己懷孕（三上要她謊稱），是令松本自殺主因之一。後來與三上到了松本自殺的樹林，與三上爭執時被推倒，不慎被樹枝劃破頸動脈而死，三上就把她和松本梱起，把松本自殺的現場造成殉情自殺的狀況。
仙道十望子
於《見習生的怪物》中登場。聖条學園二年級生，合唱社社長。
一年級時曾被前輩欺負，雫因而以種種方法報復，其後把雫趕出合唱社。在學園祭前請心葉撰寫劇本，但因走趕雫而內疚，多次在排練時以各種方式做成騷動，后來與雫在學園祭出演「弗蘭肯斯坦」並和好。

烏丸雫
於《見習生的怪物》中登場。性格文靜沉默，一年級在合唱社時受盡前輩們的排斥，對前輩們作出報復，令她們被逼退社，後被十望子趕出合唱社。

忍成良介
於《見習生的寂寞》中登場。有一種靜謐的氣質，臉上架着眼鏡，認真過度像個老頭子，熱愛書籍。曾為冬柴瞳的家庭教師，以及是柏木櫂的監護人，后到聖条學園任教，再與瞳重逢，結尾中瞳陪伴他到了非洲進行研究。
由於自己與向自己妺妺下手的伯父樣子相似，所以家裡不放鏡子。

柏木櫂
於《見習生的寂寞》中登場。喜歡電影作品和戴耳飾，貌似不良少年，其實是心靈脆弱的人，與忍成良介生活了數年後自殺。
在《仿若晴空》（青空に似ている）的電影中出現，當時他戴着一個雪花型耳飾在一個場景中露面，心葉以此解開瞳和忍成的誤會。

珠子
於《見習生的寂寞》中登場。忍成良介的未婚妻，后來婚約告吹。

### 青澀作家
雀宮快斗
外傳《青澀作家和文學少女編輯》中的主角，高校二年級生。故事一開始是個自認才華洋溢，外表英俊的少年作家，非常討厭看見批評自己的言論。有「井上美羽第二」的稱號，在初中時得到薰風社新人獎特別獎。以業平系列作品獲得眾多讀者注意，年收入接近二億日幣。在一次偶然機會下，與作為薰風社編輯的天野遠子相遇，自己亦開始慢慢改變而有所成長。日坂菜乃為其初戀，在故事最後兩人再次相遇。
天野遠子（聲：花澤香菜）
薰風社的編輯，快斗、緋砂、井上美羽的負責編輯。
梨本守
於《青澀作家和文學少女編輯》中初登場。
早川緋砂
於《青澀作家和緋聞淑女》中初登場。女大學生作家。
馬場
於《青澀作家和緋聞淑女》中初登場。緋砂的新負責編輯，過去是經濟雜志的編輯。
寒河江
於《青澀作家和大驚小怪的同學》中初登場。開明學園高二學生，快斗的同班同學，委員長。
仁木
於《青澀作家和大驚小怪的同學》中初登場。開明學園高二學生，快斗的同班同學。
鳴見寶
於《青澀作家和大驚小怪的同學》中初登場。開明學園高二學生，快斗的同班同學。
在一年級第三學期時轉學到開明學園，過去是桌球社社員，因膝蓋患有傷患無法運動過量。

## 評價
入選日本《這本輕小說真厲害！》:
- 2007年：入選作品部門第8名；《渴望死亡的小丑》入選封面部門第1名。
- 2008年：入選作品部門第3名。
- 2009年：入選作品部門第1名、女性角色部門中天野遠子入選第一名；竹岡美穗入選插畫師部門第1名。
- 2010年：入選作品部門第3名；女性角色部門中天野遠子入選第2名、琴吹七瀨入選第3名；男性角色部門中井上心葉入選第7名；竹岡美穗入選插畫師部門第1名。
- 2011年：入選作品部門第6名；女性角色部門中天野遠子入選第5名、琴吹七瀨入選第10名；竹岡美穗入選插畫師部門第3名。

第一屆Light Novel Award的Mystery部門大獎（《渴望死亡的小丑》）。

## 原作書籍列表

### 長篇 (本篇)
| 集數 | 日文標題 | 中文翻譯                       | 題材                                         | 出版日期 |
| ---- | -------- | ------------------------------ | -------------------------------------------- | --- |
| 1    |          | 文學少女(01) 渴望死亡的小丑    | 《人間失格》 （太宰治）                      | 日 2006年4月28日 ISBN 9784757728066 台 2007年8月14日 ISBN 9789571036489 陆·人民文學·平 2010年9月 ISBN 9787020082407 陆·上海文艺·平 2014年8月 ISBN 9787532152704 陆·人民文學·精 2020年 ISBN 9787020162529   |
| 2    |          | 文學少女(02) 渴求真愛的幽靈    | 《咆哮山莊》 （艾蜜莉·勃朗特）               | 日 2006年8月30日 ISBN 9784757729155 台 2007年11月8日 ISBN 9789571037073 陆·人民文學·平 2010年10月 ISBN 9787020082599 陆·上海文艺·平 2014年8月 ISBN 9787532152759 陆·人民文學·精 2020年 ISBN 9787020162536  |
| 3    |          | 文學少女(03) 沉陷過往的愚者    | 《友情》 （武者小路實篤）                    | 日 2006年12月25日 ISBN 9784757730847 台 2008年3月20日 ISBN 9789571038001 陆·人民文學·平 2010年11月 ISBN 9787020073795 陆·上海文艺·平 2014年8月 ISBN 9787532152681 陆·人民文學·精 2020年 ISBN 9787020162543 |
| 4    |          | 文學少女(04) 背負汙名的天使    | 《歌劇魅影》 （卡斯頓·勒胡）                 | 日 2007年4月28日 ISBN 9784757735064 台 2008年7月19日 ISBN 9789571038872 陆·人民文學·平 2010年12月 ISBN 9787020083572 陆·上海文艺·平 2014年8月 ISBN 9787532152728 陆·人民文學·精 2020年 ISBN 9787020162550  |
| 5    |          | 文學少女(05) 絕望慟哭的信徒    | 《銀河鐵道之夜》 （宮澤賢治）                | 日 2007年8月30日 ISBN 9784757736856 台 2008年11月14日 ISBN 9789571039541 陆·人民文學·平 2011年1月 ISBN 9787020084203 陆·上海文艺·平 2014年8月 ISBN 9787532152735 陆·人民文學·精 2020年 ISBN 9787020162567  |
| 6    |          | 文學少女(06) 懷抱花月的水妖    | 《夜叉池》、《草迷宮》、《外科室》（泉鏡花） | 日 2007年12月25日 ISBN 9784757739185 台 2009年2月4日 ISBN 9789571040066 陆·人民文學·平 2011年2月 ISBN 9787020084272 陆·上海文艺·平 2014年8月 ISBN 9787532152698 陆·人民文學·精 2020年 ISBN 9787020162574   |
| 7    |          | 文學少女(07) 邁向神境的作家 上 | 《窄門》 （安德烈·紀德）                     | 日 2008年4月28日 ISBN 9784757741737 台 2009年5月11日 ISBN 9789571040561 陆·人民文學·平 2011年4月 ISBN 9787020085408 陆·上海文艺·平 2014年8月 ISBN 9787532152742 陆·人民文學·精 2020年 ISBN 9787020162581   |
| 8    |          | 文學少女(08) 邁向神境的作家 下 | 《窄門》 （安德烈·紀德）                     | 日 2008年8月30日 ISBN 9784757743717 台 2009年8月13日 ISBN 9789571041087 陆·人民文學·平 2011年4月 ISBN 9787020085477 陆·上海文艺·平 2014年8月 ISBN 9787532153749 陆·人民文學·精 2020年 ISBN 9787020162598   |

### 短篇集
| 集數 | 收錄作品                                  | 原出自                       | 題材                                    | ISBN 出版日期 |
| ---- | ----------------------------------------- | ---------------------------- | --------------------------------------- | --- |
| 1    | 文學少女愛戀插話集1（）                   | 文學少女愛戀插話集1（）      | 文學少女愛戀插話集1（）                 | 文學少女愛戀插話集1（） |
| 1    | 文學少女和戀愛的牛魔王                    | FBSP                         | 《初戀》 （伊萬·謝爾蓋耶維奇·屠格涅夫） | 日 2008年12月26日 ISBN 978-4-7577-4578-0 台 2009年10月2日 ISBN 978-957-10-4150-6 陆·上海文艺·平 2014年8月 ISBN 9787532153381 陆·人民文学·精 2020年 ISBN 978-7-02-010541-0 陆·人民文学·平 2023年 ISBN 978-7-02-017730-1 |
| 1    | 文學少女今日的點心 〜《更級日記》〜       | FB Online                    | 《更級日記》 （菅原孝標女）             | 日 2008年12月26日 ISBN 978-4-7577-4578-0 台 2009年10月2日 ISBN 978-957-10-4150-6 陆·上海文艺·平 2014年8月 ISBN 9787532153381 陆·人民文学·精 2020年 ISBN 978-7-02-010541-0 陆·人民文学·平 2023年 ISBN 978-7-02-017730-1 |
| 1    | 文學少女和革命的勞動者                    | 初登場                       | 《蟹工船》 （小林多喜二）               | 日 2008年12月26日 ISBN 978-4-7577-4578-0 台 2009年10月2日 ISBN 978-957-10-4150-6 陆·上海文艺·平 2014年8月 ISBN 9787532153381 陆·人民文学·精 2020年 ISBN 978-7-02-010541-0 陆·人民文学·平 2023年 ISBN 978-7-02-017730-1 |
| 1    | 文學少女今日的點心 〜《萬葉集》〜         | FB Online                    | 《萬葉集》                              | 日 2008年12月26日 ISBN 978-4-7577-4578-0 台 2009年10月2日 ISBN 978-957-10-4150-6 陆·上海文艺·平 2014年8月 ISBN 9787532153381 陆·人民文学·精 2020年 ISBN 978-7-02-010541-0 陆·人民文学·平 2023年 ISBN 978-7-02-017730-1 |
| 1    | 文學少女與多病的少女                      | 初登場                       | 《達夫尼與克羅伊》 （朗格斯）           | 日 2008年12月26日 ISBN 978-4-7577-4578-0 台 2009年10月2日 ISBN 978-957-10-4150-6 陆·上海文艺·平 2014年8月 ISBN 9787532153381 陆·人民文学·精 2020年 ISBN 978-7-02-010541-0 陆·人民文学·平 2023年 ISBN 978-7-02-017730-1 |
| 1    | 文學少女今日的點心 〜《麥子和國王》〜     | FB Online                    | 《麥子和國王》 （艾利娜·法瓊）          | 日 2008年12月26日 ISBN 978-4-7577-4578-0 台 2009年10月2日 ISBN 978-957-10-4150-6 陆·上海文艺·平 2014年8月 ISBN 9787532153381 陆·人民文学·精 2020年 ISBN 978-7-02-010541-0 陆·人民文学·平 2023年 ISBN 978-7-02-017730-1 |
| 1    | 沉默的王子與不良於行的人魚                | 初登場                       | 《紅蠟燭與人魚》 （小川未明）           | 日 2008年12月26日 ISBN 978-4-7577-4578-0 台 2009年10月2日 ISBN 978-957-10-4150-6 陆·上海文艺·平 2014年8月 ISBN 9787532153381 陆·人民文学·精 2020年 ISBN 978-7-02-010541-0 陆·人民文学·平 2023年 ISBN 978-7-02-017730-1 |
| 1    | 文學少女與門內的公主                      | 文學少女的秘密書架           | 《夏之門》 （羅伯特·海萊因）            | 日 2008年12月26日 ISBN 978-4-7577-4578-0 台 2009年10月2日 ISBN 978-957-10-4150-6 陆·上海文艺·平 2014年8月 ISBN 9787532153381 陆·人民文学·精 2020年 ISBN 978-7-02-010541-0 陆·人民文学·平 2023年 ISBN 978-7-02-017730-1 |
| 1    | 文學少女與出軌的預言家                    | 文學少女的秘密書架           | 《溫夫人的扇子》 （王爾德）             | 日 2008年12月26日 ISBN 978-4-7577-4578-0 台 2009年10月2日 ISBN 978-957-10-4150-6 陆·上海文艺·平 2014年8月 ISBN 9787532153381 陆·人民文学·精 2020年 ISBN 978-7-02-010541-0 陆·人民文学·平 2023年 ISBN 978-7-02-017730-1 |
| 1    | 文學少女今日的點心 特別篇〜《雪鵝》〜     | FB Online                    | 《雪鵝》 （保羅·加利科）                | 日 2008年12月26日 ISBN 978-4-7577-4578-0 台 2009年10月2日 ISBN 978-957-10-4150-6 陆·上海文艺·平 2014年8月 ISBN 9787532153381 陆·人民文学·精 2020年 ISBN 978-7-02-010541-0 陆·人民文学·平 2023年 ISBN 978-7-02-017730-1 |
| 2    | 文學少女愛戀插話集2（）                   | 文學少女愛戀插話集2（）      | 文學少女愛戀插話集2（）                 | 文學少女愛戀插話集2（） |
| 2    | 小森的自言自語                            | 文學少女的秘密書架           | 純自創                                  | 日 2009年8月29日 ISBN 978-4-7577-5039-5 台 2010年7月28日 ISBN 978-957-10-4327-2 陆·上海文艺·平 2014年8月 ISBN 9787532153398 陆·人民文学·精 2020年 ISBN 978-7-02-010602-8 陆·人民文学·平 2023年 ISBN 978-7-02-017731-8  |
| 2    | 文學少女和呼喊愛情的詩人                  | 文學少女的 秘密書架          | 《詩集》 （海因里希·海涅）              | 日 2009年8月29日 ISBN 978-4-7577-5039-5 台 2010年7月28日 ISBN 978-957-10-4327-2 陆·上海文艺·平 2014年8月 ISBN 9787532153398 陆·人民文学·精 2020年 ISBN 978-7-02-010602-8 陆·人民文学·平 2023年 ISBN 978-7-02-017731-8  |
| 2    | 文學少女今日的點心 〜《羅莉塔》〜         | 文學少女 今日的點心          | 《蘿莉塔》 （弗拉基米爾·納博可夫）      | 日 2009年8月29日 ISBN 978-4-7577-5039-5 台 2010年7月28日 ISBN 978-957-10-4327-2 陆·上海文艺·平 2014年8月 ISBN 9787532153398 陆·人民文学·精 2020年 ISBN 978-7-02-010602-8 陆·人民文学·平 2023年 ISBN 978-7-02-017731-8  |
| 2    | 文學少女和急侍親吻的詩人                  | 文學少女的 秘密書架          | 《詩集》 （拜倫）                       | 日 2009年8月29日 ISBN 978-4-7577-5039-5 台 2010年7月28日 ISBN 978-957-10-4327-2 陆·上海文艺·平 2014年8月 ISBN 9787532153398 陆·人民文学·精 2020年 ISBN 978-7-02-010602-8 陆·人民文学·平 2023年 ISBN 978-7-02-017731-8  |
| 2    | 文學少女今日的點心 〜《飛行教室》〜       | 文學少女 今日的點心          | 《飛行教室》 （埃裡希·凱斯特納）        | 日 2009年8月29日 ISBN 978-4-7577-5039-5 台 2010年7月28日 ISBN 978-957-10-4327-2 陆·上海文艺·平 2014年8月 ISBN 9787532153398 陆·人民文学·精 2020年 ISBN 978-7-02-010602-8 陆·人民文学·平 2023年 ISBN 978-7-02-017731-8  |
| 2    | 七瀨的戀愛日記 其一 唯一的心願            | 文學少女 今日的點心          | 純自創                                  | 日 2009年8月29日 ISBN 978-4-7577-5039-5 台 2010年7月28日 ISBN 978-957-10-4327-2 陆·上海文艺·平 2014年8月 ISBN 9787532153398 陆·人民文学·精 2020年 ISBN 978-7-02-010602-8 陆·人民文学·平 2023年 ISBN 978-7-02-017731-8  |
| 2    | 七瀨的戀愛日記 其二 討厭的隱情            | 文學少女 今日的點心          | 純自創                                  | 日 2009年8月29日 ISBN 978-4-7577-5039-5 台 2010年7月28日 ISBN 978-957-10-4327-2 陆·上海文艺·平 2014年8月 ISBN 9787532153398 陆·人民文学·精 2020年 ISBN 978-7-02-010602-8 陆·人民文学·平 2023年 ISBN 978-7-02-017731-8  |
| 2    | 七瀨的戀愛日記 其三 明天一定會            | 文學少女 今日的點心          | 純自創                                  | 日 2009年8月29日 ISBN 978-4-7577-5039-5 台 2010年7月28日 ISBN 978-957-10-4327-2 陆·上海文艺·平 2014年8月 ISBN 9787532153398 陆·人民文学·精 2020年 ISBN 978-7-02-010602-8 陆·人民文学·平 2023年 ISBN 978-7-02-017731-8  |
| 2    | 文學少女和玷汙名聲的詩人                  | 初登場                       | 《詩集》 （中原中也）                   | 日 2009年8月29日 ISBN 978-4-7577-5039-5 台 2010年7月28日 ISBN 978-957-10-4327-2 陆·上海文艺·平 2014年8月 ISBN 9787532153398 陆·人民文学·精 2020年 ISBN 978-7-02-010602-8 陆·人民文学·平 2023年 ISBN 978-7-02-017731-8  |
| 2    | 文學少女今日的點心 〜《銀湯匙》〜         | 文學少女 今日的點心          | 《銀茶匙》 （中勘助）                   | 日 2009年8月29日 ISBN 978-4-7577-5039-5 台 2010年7月28日 ISBN 978-957-10-4327-2 陆·上海文艺·平 2014年8月 ISBN 9787532153398 陆·人民文学·精 2020年 ISBN 978-7-02-010602-8 陆·人民文学·平 2023年 ISBN 978-7-02-017731-8  |
| 2    | 文學少女和獻上祝福的詩人                  | 初登場                       | 《詩集》 （羅賓德拉納特·泰戈爾）        | 日 2009年8月29日 ISBN 978-4-7577-5039-5 台 2010年7月28日 ISBN 978-957-10-4327-2 陆·上海文艺·平 2014年8月 ISBN 9787532153398 陆·人民文学·精 2020年 ISBN 978-7-02-010602-8 陆·人民文学·平 2023年 ISBN 978-7-02-017731-8  |
| 2    | 七瀨的戀愛日記 特別篇                     | 初登場                       | 純自創                                  | 日 2009年8月29日 ISBN 978-4-7577-5039-5 台 2010年7月28日 ISBN 978-957-10-4327-2 陆·上海文艺·平 2014年8月 ISBN 9787532153398 陆·人民文学·精 2020年 ISBN 978-7-02-010602-8 陆·人民文学·平 2023年 ISBN 978-7-02-017731-8  |
| 3    | 文學少女愛戀插話集3（）                   | 文學少女愛戀插話集3（）      | 文學少女愛戀插話集3（）                 | 文學少女愛戀插話集3（） |
| 3    | 文學少女和烈火熊熊的牛魔王                | FB Online                    | 《潮騷》 （三島由紀夫）                 | 日 2010年4月30日 ISBN 978-4-04-726487-8 台 2010年11月12日 ISBN 9789571044002 陆·上海文艺·平 2014年8月 ISBN 9787532153404 陆·人民文学·精 2020年 ISBN 978-7-02-011917-2 陆·人民文学·平 2023年 ISBN 978-7-02-017732-5     |
| 3    | 文學少女今天的點心 〜《好色五人女》〜     | FB Online                    | 《好色五人女》 （井原西鶴）             | 日 2010年4月30日 ISBN 978-4-04-726487-8 台 2010年11月12日 ISBN 9789571044002 陆·上海文艺·平 2014年8月 ISBN 9787532153404 陆·人民文学·精 2020年 ISBN 978-7-02-011917-2 陆·人民文学·平 2023年 ISBN 978-7-02-017732-5     |
| 3    | 文學少女和初陷情網的女僕                  | 初登場                       | 《歌行燈》 （泉鏡花）                   | 日 2010年4月30日 ISBN 978-4-04-726487-8 台 2010年11月12日 ISBN 9789571044002 陆·上海文艺·平 2014年8月 ISBN 9787532153404 陆·人民文学·精 2020年 ISBN 978-7-02-011917-2 陆·人民文学·平 2023年 ISBN 978-7-02-017732-5     |
| 3    | 文學少女今天的點心 〜《在峽谷裡》〜       | FB Online                    | 《在峽谷裡》 （安東·契訶夫）            | 日 2010年4月30日 ISBN 978-4-04-726487-8 台 2010年11月12日 ISBN 9789571044002 陆·上海文艺·平 2014年8月 ISBN 9787532153404 陆·人民文学·精 2020年 ISBN 978-7-02-011917-2 陆·人民文学·平 2023年 ISBN 978-7-02-017732-5     |
| 3    | 傷痛的紳士和無垢的歌姬                    | 初登場                       | 《蝴蝶夫人》 （普契尼）                 | 日 2010年4月30日 ISBN 978-4-04-726487-8 台 2010年11月12日 ISBN 9789571044002 陆·上海文艺·平 2014年8月 ISBN 9787532153404 陆·人民文学·精 2020年 ISBN 978-7-02-011917-2 陆·人民文学·平 2023年 ISBN 978-7-02-017732-5     |
| 3    | 未孵化的歌姬和徬徨的天使                  | 初登場                       | 《漂泊的荷蘭人》 （理察·華格納）        | 日 2010年4月30日 ISBN 978-4-04-726487-8 台 2010年11月12日 ISBN 9789571044002 陆·上海文艺·平 2014年8月 ISBN 9787532153404 陆·人民文学·精 2020年 ISBN 978-7-02-011917-2 陆·人民文学·平 2023年 ISBN 978-7-02-017732-5     |
| 3    | 遠子阿姑的秘密                            | 初登場                       | 純自創                                  | 日 2010年4月30日 ISBN 978-4-04-726487-8 台 2010年11月12日 ISBN 9789571044002 陆·上海文艺·平 2014年8月 ISBN 9787532153404 陆·人民文学·精 2020年 ISBN 978-7-02-011917-2 陆·人民文学·平 2023年 ISBN 978-7-02-017732-5     |
| 3    | 迷途的小鹿和說謊的人偶                    | FB Online                    | 《麥田捕手》 （傑羅姆·大衛·塞林格）     | 日 2010年4月30日 ISBN 978-4-04-726487-8 台 2010年11月12日 ISBN 9789571044002 陆·上海文艺·平 2014年8月 ISBN 9787532153404 陆·人民文学·精 2020年 ISBN 978-7-02-011917-2 陆·人民文学·平 2023年 ISBN 978-7-02-017732-5     |
| 3    | 奮鬥的小鹿和膽怯的旅人                    | 初登場                       | 《蒂凡尼的早餐》 （楚門·卡波提）        | 日 2010年4月30日 ISBN 978-4-04-726487-8 台 2010年11月12日 ISBN 9789571044002 陆·上海文艺·平 2014年8月 ISBN 9787532153404 陆·人民文学·精 2020年 ISBN 978-7-02-011917-2 陆·人民文学·平 2023年 ISBN 978-7-02-017732-5     |
| 3    | 小丑的自言自語                            | 初登場                       | 純自創                                  | 日 2010年4月30日 ISBN 978-4-04-726487-8 台 2010年11月12日 ISBN 9789571044002 陆·上海文艺·平 2014年8月 ISBN 9787532153404 陆·人民文学·精 2020年 ISBN 978-7-02-011917-2 陆·人民文学·平 2023年 ISBN 978-7-02-017732-5     |
| 4    | 文學少女愛戀插話集4（）                   | 文學少女愛戀插話集4（）      | 文學少女愛戀插話集4（）                 | 文學少女愛戀插話集4（） |
| 4    | 文學少女見習生的發現                      | FB Online 2010.9號           | 《銀河鐵道之夜》 （宮澤賢治）           | 日 2010年12月25 ISBN 978-4-04-726960-6 台 2011年7月15日 ISBN 9789571045689 陆·上海文艺·平 2014年8月 ISBN 9787532153411 陆·人民文学·精 2020年 ISBN 978-7-02-012358-2 陆·人民文学·平 2023年 ISBN 978-7-02-017733-2       |
| 4    | 文學少女與憂鬱的貴公子                    | FB Online 2009.11號          | 堤中納言物語                            | 日 2010年12月25 ISBN 978-4-04-726960-6 台 2011年7月15日 ISBN 9789571045689 陆·上海文艺·平 2014年8月 ISBN 9787532153411 陆·人民文学·精 2020年 ISBN 978-7-02-012358-2 陆·人民文学·平 2023年 ISBN 978-7-02-017733-2       |
| 4    | 文學少女今天的點心 〜《天地一沙鷗》〜     | FB Online 2007.2號           | 《天地一沙鷗》 （李查·巴哈）            | 日 2010年12月25 ISBN 978-4-04-726960-6 台 2011年7月15日 ISBN 9789571045689 陆·上海文艺·平 2014年8月 ISBN 9787532153411 陆·人民文学·精 2020年 ISBN 978-7-02-012358-2 陆·人民文学·平 2023年 ISBN 978-7-02-017733-2       |
| 4    | 文學少女與幸福的孩子                      | FB Online 2009.4號           | 《最後的珍珠》 （安徒生）               | 日 2010年12月25 ISBN 978-4-04-726960-6 台 2011年7月15日 ISBN 9789571045689 陆·上海文艺·平 2014年8月 ISBN 9787532153411 陆·人民文学·精 2020年 ISBN 978-7-02-012358-2 陆·人民文学·平 2023年 ISBN 978-7-02-017733-2       |
| 4    | 文學少女與麻煩的情侶                      | FB Online 2009.8號           | 《玫瑰与戒指》 （威廉·梅克比斯·薩克萊） | 日 2010年12月25 ISBN 978-4-04-726960-6 台 2011年7月15日 ISBN 9789571045689 陆·上海文艺·平 2014年8月 ISBN 9787532153411 陆·人民文学·精 2020年 ISBN 978-7-02-012358-2 陆·人民文学·平 2023年 ISBN 978-7-02-017733-2       |
| 4    | 畫室的密談                                | for biginners BUNGAKU-SHOUJO | —                                       | 日 2010年12月25 ISBN 978-4-04-726960-6 台 2011年7月15日 ISBN 9789571045689 陆·上海文艺·平 2014年8月 ISBN 9787532153411 陆·人民文学·精 2020年 ISBN 978-7-02-012358-2 陆·人民文学·平 2023年 ISBN 978-7-02-017733-2       |
| 4    | 生氣的女孩與檸檬男孩                      | FB Online 2009.6號           | 《檸檬》 （梶井基次郎）                 | 日 2010年12月25 ISBN 978-4-04-726960-6 台 2011年7月15日 ISBN 9789571045689 陆·上海文艺·平 2014年8月 ISBN 9787532153411 陆·人民文学·精 2020年 ISBN 978-7-02-012358-2 陆·人民文学·平 2023年 ISBN 978-7-02-017733-2       |
| 4    | 美羽〜在迷惘中逐步向前                    | 初登場                       | 《青梅竹馬》 （樋口一葉）               | 日 2010年12月25 ISBN 978-4-04-726960-6 台 2011年7月15日 ISBN 9789571045689 陆·上海文艺·平 2014年8月 ISBN 9787532153411 陆·人民文学·精 2020年 ISBN 978-7-02-012358-2 陆·人民文学·平 2023年 ISBN 978-7-02-017733-2       |
| 4    | 七瀨〜打給天使的電話                      | 初登場                       | —                                       | 日 2010年12月25 ISBN 978-4-04-726960-6 台 2011年7月15日 ISBN 9789571045689 陆·上海文艺·平 2014年8月 ISBN 9787532153411 陆·人民文学·精 2020年 ISBN 978-7-02-012358-2 陆·人民文学·平 2023年 ISBN 978-7-02-017733-2       |
| 4    | 螢〜暴風平息後的陽光                      | 初登場                       | 《咆哮山莊》 （艾蜜莉·勃朗特）          | 日 2010年12月25 ISBN 978-4-04-726960-6 台 2011年7月15日 ISBN 9789571045689 陆·上海文艺·平 2014年8月 ISBN 9787532153411 陆·人民文学·精 2020年 ISBN 978-7-02-012358-2 陆·人民文学·平 2023年 ISBN 978-7-02-017733-2       |
| 4    | 文學少女今天的點心 〜《盛開的櫻花林下》〜 | FB Online 2007.3号           | 《盛開的櫻花林下》 （坂口安吾）         | 日 2010年12月25 ISBN 978-4-04-726960-6 台 2011年7月15日 ISBN 9789571045689 陆·上海文艺·平 2014年8月 ISBN 9787532153411 陆·人民文学·精 2020年 ISBN 978-7-02-012358-2 陆·人民文学·平 2023年 ISBN 978-7-02-017733-2       |
| 4    | 泡芙的秘密                                | 文學少女的追憶畫廊           | —                                       | 日 2010年12月25 ISBN 978-4-04-726960-6 台 2011年7月15日 ISBN 9789571045689 陆·上海文艺·平 2014年8月 ISBN 9787532153411 陆·人民文学·精 2020年 ISBN 978-7-02-012358-2 陆·人民文学·平 2023年 ISBN 978-7-02-017733-2       |
| 4    | 文學少女今天的點心 特別篇 〜《百年後》〜  | 初登場                       | 《百年後》 （羅賓德拉納特·泰戈爾）      | 日 2010年12月25 ISBN 978-4-04-726960-6 台 2011年7月15日 ISBN 9789571045689 陆·上海文艺·平 2014年8月 ISBN 9787532153411 陆·人民文学·精 2020年 ISBN 978-7-02-012358-2 陆·人民文学·平 2023年 ISBN 978-7-02-017733-2       |

### 長篇 (外傳)
| 集數 | 日文標題              | 中文標題              | 收錄作品                        | 題材                         | 出版日期 |
| ---- | --------------------- | --------------------- | ------------------------------- | ---------------------------- | --- |
| 1    |                       | 文學少女 見習生的初戀 | 文學少女 見習生的初戀           | 《德米安》 （赫塞）          | 日 2009年4月30日 ISBN 978-4-7577-4829-3 台 2010年1月28日 ISBN 978-957-10-4222-0 陆·人民文学·平 2019年 ISBN 978-7-02-014017-6 陆·人民文学·精 2020年 ISBN 978-7-02-015037-3                                           |
| 1    | 文學少女 見習生的殉情 | 文學少女 見習生的初戀 | 《曾根崎心中》 （近松門左衛門） |                              | 日 2009年4月30日 ISBN 978-4-7577-4829-3 台 2010年1月28日 ISBN 978-957-10-4222-0 陆·人民文学·平 2019年 ISBN 978-7-02-014017-6 陆·人民文学·精 2020年 ISBN 978-7-02-015037-3                                           |
| 1    | 某一日的美羽          | 文學少女 見習生的初戀 | 純自創                          |                              | 日 2009年4月30日 ISBN 978-4-7577-4829-3 台 2010年1月28日 ISBN 978-957-10-4222-0 陆·人民文学·平 2019年 ISBN 978-7-02-014017-6 陆·人民文学·精 2020年 ISBN 978-7-02-015037-3                                           |
| 2    |                       | 文學少女 見習生的傷心 | 文學少女 見習生的傷心           | 《茵夢湖》 （狄奧多·施篤姆） | 日 2009年12月26日 ISBN 9784047260306 （普通版） ISBN 9784047260290 （DVD付特裝版） 台 2010年9月9日 ISBN 978-957-10-4363-0 陆·人民文学·平 2019年 ISBN 978-7-02-014188-3 陆·人民文学·精 2020年 ISBN 978-7-02-013528-8 |
| 2    | 文學少女 見習生的怪物 | 文學少女 見習生的傷心 | 《科學怪人》 （瑪莉·雪萊）      |                              | 日 2009年12月26日 ISBN 9784047260306 （普通版） ISBN 9784047260290 （DVD付特裝版） 台 2010年9月9日 ISBN 978-957-10-4363-0 陆·人民文学·平 2019年 ISBN 978-7-02-014188-3 陆·人民文学·精 2020年 ISBN 978-7-02-013528-8 |
| 2    | 某一日的千愛          | 文學少女 見習生的傷心 | 純自創                          |                              | 日 2009年12月26日 ISBN 9784047260306 （普通版） ISBN 9784047260290 （DVD付特裝版） 台 2010年9月9日 ISBN 978-957-10-4363-0 陆·人民文学·平 2019年 ISBN 978-7-02-014188-3 陆·人民文学·精 2020年 ISBN 978-7-02-013528-8 |
| 3    |                       | 文學少女 見習生的畢業 | 文學少女 見習生的寂寞           | 《心》 （夏目漱石）          | 日 2010年8月30日 ISBN 978-4-0472-6725-1 台 2011年2月9日 ISBN 9789571044262 陆·人民文学·平 2019年 ISBN 978-7-02-014012-1 陆·人民文学·精 2020年 ISBN 978-7-02-016176-8                                                |
| 3    | 某一日的七瀨          | 文學少女 見習生的畢業 | 純自創                          |                              | 日 2010年8月30日 ISBN 978-4-0472-6725-1 台 2011年2月9日 ISBN 9789571044262 陆·人民文学·平 2019年 ISBN 978-7-02-014012-1 陆·人民文学·精 2020年 ISBN 978-7-02-016176-8                                                |
| 3    | 文學少女 見習生的毕业 | 文學少女 見習生的畢業 | 《樱桃园》 （安东·契诃夫）      |                              | 日 2010年8月30日 ISBN 978-4-0472-6725-1 台 2011年2月9日 ISBN 9789571044262 陆·人民文学·平 2019年 ISBN 978-7-02-014012-1 陆·人民文学·精 2020年 ISBN 978-7-02-016176-8                                                |

### 長篇 (完結篇)
| 集數 | 日文標題                     | 中文標題               | 收錄作品                      | 題材         | 出版日期 |
| ---- | ---------------------------- | ---------------------- | ----------------------------- | ------------ | --- |
| 4    |                              | 青澀作家和文學少女編輯 | 青澀作家和文學少女編輯        | 《伊勢物語》 | 日 2011年5月11日 ISBN 978-4-04-727222-4 台2011年11月4日 ISBN 9789571046853 陆·人民文学·平 2021年 ISBN 978-7-02-017729-5 陆·人民文学·精 2021年 ISBN 978-7-02-013902-6 |
| 4    | 青澀作家和緋聞淑女           | 青澀作家和文學少女編輯 | 《飄》（玛格丽特·米切尔）     |              | 日 2011年5月11日 ISBN 978-4-04-727222-4 台2011年11月4日 ISBN 9789571046853 陆·人民文学·平 2021年 ISBN 978-7-02-017729-5 陆·人民文学·精 2021年 ISBN 978-7-02-013902-6 |
| 4    | 青澀作家和大驚小怪的同學     | 青澀作家和文學少女編輯 | 《哈姆雷特》（威廉·莎士比亚） |              | 日 2011年5月11日 ISBN 978-4-04-727222-4 台2011年11月4日 ISBN 9789571046853 陆·人民文学·平 2021年 ISBN 978-7-02-017729-5 陆·人民文学·精 2021年 ISBN 978-7-02-013902-6 |
| 4    | 青澀作家和翻書的「文學少女」 | 青澀作家和文學少女編輯 | 〈伊豆的舞孃》（川端康成）    |              | 日 2011年5月11日 ISBN 978-4-04-727222-4 台2011年11月4日 ISBN 9789571046853 陆·人民文学·平 2021年 ISBN 978-7-02-017729-5 陆·人民文学·精 2021年 ISBN 978-7-02-013902-6 |

## 註腳
1. ↑  2010年出版，僅代理正傳8卷。2019年重新出版全集16册。
2. ↑  2014年出版，較10年版新增《愛戀插話集》4卷代理。
3. ↑  野村美月. . 台灣: 尖端. 2010-11-12: p299. ISBN 9789571044002 （中文（臺灣））.

## 外部連結
- 劇場版 文學少女官網 （日語）